# ELKA Rhapsody
| ELKA Rhapsody 490 / 610 | ELKA Rhapsody 490 / 610 |
| Allgemeines             | Allgemeines             |
| ----------------------- | ----------------------- |
| Name                    | ELKA Rhapsody 490 / 610 |
| Hersteller              | ELKA                    |
| Neupreis                | ca. 800,— US-$          |
| Klangsynthese           | analog, subtraktiv      |
| Zeitraum                | 1974–1980               |
| Eigenschaften           |                         |
| Polyphon                | ja                      |
| Multitimbral            | ja                      |
| Filter                  | ADSR-Decay              |
| Tasten                  | 49 oder 61 Tasten       |
| Effekte                 | Sustain-Pedal           |

Das ELKA Rhapsody (auch: ElkaRhapsody) ist ein analoges Streicherkeyboard des italienischen Orgelbaukonzerns ELKA, das ab 1972 in zwei Varianten – 490 und 610 – angeboten und insbesondere von Musikern der Berliner Schule Mitte der 1970er Jahre eingesetzt wurde.

## Das Instrument

### ELKA Rhapsody 490
Das Rhapsody 490 ist die kleinere Variante, die u. a. auch von Hohner als StringVox vertrieben wurde. Sie ist mit einer 49-tastigen Klaviatur ohne Anschlagdynamik ausgestattet und deckt damit vier Oktaven ab. Es stehen nur zwei Klänge zur Verfügung, die jeweils ein reales Instrument klanglich abbilden sollen und gleichzeitig oder einzeln gespielt werden können – Strings und Violoncello. Es handelt sich instrumententypisch jedoch nur um simple Klangnachahmungen. Es kann nur die Gesamtlautstärke reguliert werden.
Als Effekt steht nur ein Sustain-Regler zur Verfügung. Alternativ kann ein Sustain-Pedal angeschlossen werden, dass die Einstellungen des Reglers überschreibt. Alle Bedienelemente sind links neben der Klaviatur platziert. Der Klang wird nur über eine einzelne Mono-Klinke ausgegeben.

### ELKA Rhapsody 610
Das Modell 610 ist die größere Variante mit deutlich erweiterter Funktionalität. Hier steht eine 61-tastige Klaviatur ohne Anschlagdynamik zur Verfügung, die fünf Oktaven abdeckt. Auch gibt es nun vier verschiedene Klänge: Violoncello, Strings, Piano und Clavichord. Diese lassen sich einzeln ein- und ausschalten (Cancel-Tasten links neben dem Manual) sowie unabhängig voneinander in Lautstärke und Abklingzeit (Decay) regeln (Schieberegler über dem Manual). Ein wie beim 490 vorhandener separater Sustain-Regler entfällt jedoch, hier kann nur noch das Pedal verwendet werden.
Eine Besonderheit des 610 ist die geteilte Tastatur – das Lautstärkeverhältnis der einzelnen Klänge in den beiden unteren und den drei oberen Oktaven ist unabhängig voneinander einstellbar. So kann z. B. mit der linken Hand eine Bassbegleitung gespielt werden, während die rechte Hand hohe Akkorde anschlägt.
Zudem steht ein separater Klinkenausgang für den Piano-Klang zur Verfügung. Auf dem General Output werden dagegen alle anderen Klänge in mono ausgegeben.

## Sonstiges

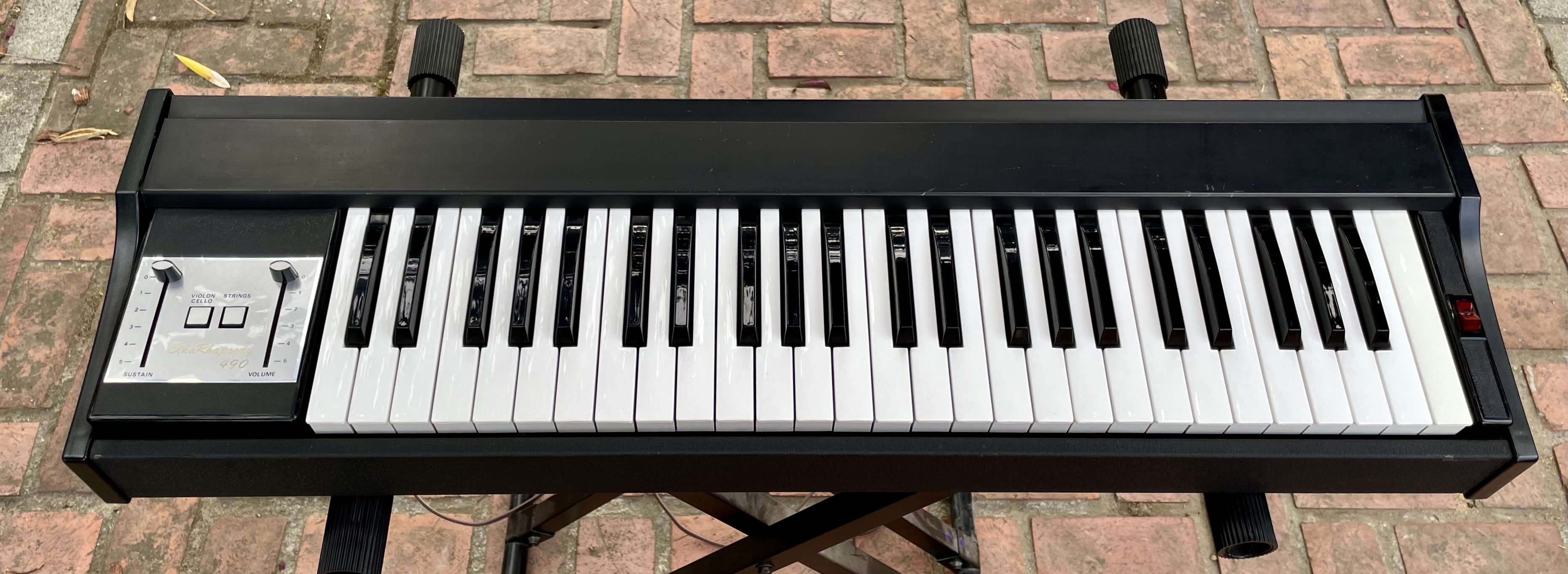
ELKA Rhapsody 490

Das Instrument war ein typischer Vertreter der in den 1970er Jahren von diversen, hauptsächlich italienischen Herstellern angebotenen Streicherkeyboards, die günstigere Alternativen zum damaligen Industriestandard ARP Solina String Ensemble sein sollten und aus den jeweiligen Orgelbaureihen der Hersteller entnommen worden waren. Dem Rhapsody 610 vergleichbare Technologie wurde in die ELKA-Orgeln Artist 605, 606, X605, X606 und Crescendo 303 einmal sowie in den Modellen Artist 705, 707, X705 und X707 zweimal eingebaut. Bei diesen Varianten entfällt jedoch durch die Integration in die Orgeltechnik die festgelegte Aufteilung in zwei Keyboardhälften.
In der elektronischen Musik der 1970er Jahre der machte sich das Instrument einen Namen und kam auf vielen Veröffentlichungen dieser Zeit sowie Livekonzerten zum Einsatz, teilweise auch mit Effekten wie einem Phaser klanglich verfremdet. Insbesondere in Werken von Künstlern der Berliner Schule wie Klaus Schulze oder Christopher Franke (Tangerine Dream) wurde die ELKA Rhapsody 610 im Arrangement verwendet. Weitere prominente Nutzer der Rhapsody sind Jean-Michel Jarre, Vangelis, Supertramp, Billy Currie (Ultravox) und Radio Massacre International.